# Jim Knight

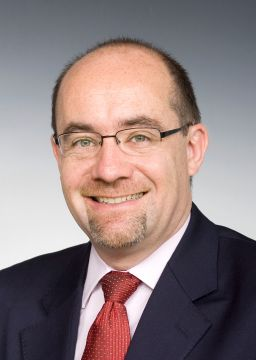
Jim Knight.

James Knight (nacido el 6 de marzo de 1965, en Sidcup, Londres), conocido como Jim Knight, es un político británico del Partido Laborista, que ha ocupado el cargo de Miembro del Parlamento por South Dorset desde 2001. Para junio de 2007, Knight ocupaba el cargo de Ministro de Estado de Escuelas y Estudiantes en el Departamento de Niños, Escuelas y Familias.
En las elecciones de 2001, se aseguró el asiento en el Parlamento en representación de South Dorset con un escaso margen de apenas 153 votos sobre el segundo candidato, convirtiéndolo en el MP que había ganado con la menor ventaja en las elecciones de ese año. Knight esperaba tener otras elecciones difíciles en 2005; no obstante, esta vez ganó por un margen de 1812 votos, hecho que seguramente estuvo vinculado con la campaña anticonservadora llevada a cabo por el cantante Billy Bragg y que contrastó con lo sucedido en otras áreas en las que el Partido Laborista sufrió un declive en su popularidad.